# Mon côté punk
Mon côté punk est un groupe de chanson française. Il est formé en 2003 par Mourad Musset de La Rue Ketanou, avec notamment Olivier Leite de La Rue Kétanou, Loïc Lantoine, François Pierron, Fathi Oulhaci du Théâtre du Fil et Karim Arab, ancien guitariste de Padam. Le répertoire du groupe comporte, outre des compositions personnelles, des textes de Bernard Dimey ou Allain Leprest.

## Histoire
Le groupe est formé en 2003 par Mourad Musset. « Mon côté punk, c'est dix ans de route avec La Rue Ketanou. On a rencontré plein de gens avec qui on a fait des scènes, avec qui on a démarré, par exemple Loïc Lantoine ou Karim Arab, le guitariste de Padam... Plein de copains rencontrés en dix ans et l'envie de faire quelque chose ensemble est devenue tellement forte qu'on a décidé de monter un collectif. On était onze au départ ; petit à petit, on a resserré le collectif en un groupe que l'on est devenu », explique le groupe.
En 2017, le groupe sort son quatrième album, intitulé Picaflor, dans lequel la chanson-titre rend hommage à Fathi Oulhaci, membre du collectif, décédé en 2015. Au moment du décès de Fathi, le groupe était sur le départ d'un nouvel album avant qu'il ne les quitte huit jours plus tard. Picaflor a été écrit en Colombie.

## Membres

### Membres actuels
- Mourad Musset – chant, guitare
- Loraine Ritmanic – chant, flûte traversière
- Karim Arab – guitare
- Damien Guisset – basse
- Sébastien Rouyer-Fessard – son
- Jessy Adjaoud – percussions, batterie

### Anciens membres
- Yahia Dikès – chant, guitare (2003–2007)
- Olivier Leite – chant, batterie (2003–2006)
- Loïc Lantoine – chant (2003–2006)
- Mike André – chant (2003–2006)
- François Pierron – contrebasse (2003–2004)
- Jean-Michel Martin – trombone, soubassophone, bugle, tuba, chalumeau
- Jacques Naveau
- Hélène Avice – contrebasse, basse
- Boris Moncomble – batterie, percussions, cymbalum
- Fathi Oulhaci – chant (décédé en 2015)
- Thomas Benoit – basse